# شارل مالك ويتفيلد
شارل مالك ويتفيلد (بالإنجليزية: Charles Malik Whitfield)‏ هو ممثل أمريكي، ولد في 1 أغسطس 1972 بذا برونكس في الولايات المتحدة.

## أعمال

### أفلام
- (2001) خلف خطوط العدو[4]

### مسلسلات
- ذا غود وايف
- شبح هامس
- كاسل

## وصلات خارجية
- شارل مالك ويتفيلد على موقع IMDb (الإنجليزية)
- شارل مالك ويتفيلد على موقع ألو سيني (الفرنسية)
- شارل مالك ويتفيلد على موقع أول موفي (الإنجليزية)
- شارل مالك ويتفيلد على موقع قاعدة بيانات الأفلام السويدية (السويدية)
- شارل مالك ويتفيلد على موقع قاعدة بيانات الفيلم (الإنجليزية)
- شارل مالك ويتفيلد على موقع كينوبويسك (الروسية)